# Castro dei Volsci
Castro dei Volsci ist eine italienische Gemeinde in der Provinz Frosinone in der Region Latium mit 4418 Einwohnern (Stand 31. Dezember 2023). Der Ort ist seit 2017 Mitglied der Vereinigung I borghi più belli d’Italia (Die schönsten Orte Italiens)

## Geographie
Castro dei Volsci liegt auf einem Hügel über dem Fluss Sacco, 101 Kilometer südöstlich von Rom und 22 Kilometer südöstlich von Frosinone. Es ist Mitglied der Comunità Montana Monti Lepini, Ausoni e Valliva.
Zu Castro dei Volsci gehören die Ortsteile Castro Scalo, Collevento und Madonna del Piano.
Nachbargemeinden sind Amaseno, Ceccano, Ceprano, Falvaterra, Lenola (LT), Pastena, Pofi, Vallecorsa, Villa Santo Stefano.

## Bevölkerungsentwicklung
| Jahr      | 1881 | 1901 | 1921 | 1936 | 1951 | 1971 | 1991 | 2001 |
| --------- | ---- | ---- | ---- | ---- | ---- | ---- | ---- | ---- |
| Einwohner | 3551 | 5071 | 5459 | 5759 | 5862 | 4893 | 5178 | 5039 |

Quelle: ISTAT

## Geschichte
Eine langobardische Nekropole zeigt die Anwesenheit dieses Volkes am Orte an. 1165 wurde er von deutschen Truppen unter dem Befehl des Erzbischofs von Mainz, Christian von Buch, eingenommen.  Durch Papst Martin V. wurde die Kleinstadt seiner Familie, den Colonna, übergeben, welche sie bis 1816 mit den Feudalrechten behielten. Im Zusammenhang mit der italienischen Einigung war Castro dei Volsci ein Zentrum des Brigantenwesens. Nachdem Italien im Zweiten Weltkrieg die Seiten gewechselt hatte, wurde der Ort von der deutschen Wehrmacht besetzt, jedoch nach der Schlacht um Monte Cassino von alliierten Truppen erobert und die Zivilbevölkerung Opfer von alliierten Kriegsverbrechen. Dabei wurden Frauen in Massen vergewaltigt und Männer ermordet. Ein Denkmal, die "Mamma Ciociara" in Castro dei Volsci, erinnert an die vergewaltigten Frauen und ihre Töchter. Der Spielfilm Und dennoch leben sie von Vittorio De Sica aus dem Jahr 1960 gemahnt an diese Ereignisse.

## Politik
Massimo Lombardi (Lista Civica: Un Altro Paese) wurde am 6. Juni 2016 zum neuen Bürgermeister gewählt.

## Städtepartnerschaften
Seit 2010 pflegt die Gemeinde eine Städtepartnerschaft mit Cabannes in Frankreich.

## Söhne und Töchter der Gemeinde
- Nino Manfredi (1921–2004), Schauspieler und Regisseur